# Padrão europeu de emissões

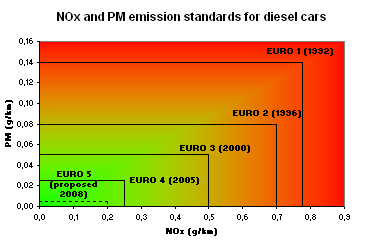
Gráfico simplificado de emissões de modelos movidos a diesel.

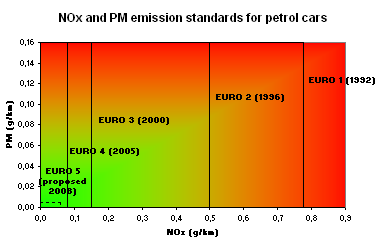
Gráfico simplificado de emissões de modelos movidos a gasolina.

As normas europeias de emissão são normas de emissão de veículos relativas à poluição resultante da utilização de veículos terrestres novos vendidos nos Estados membros da União Europeia, do Espaço Econômico Europeu e no Reino Unido, bem como de navios em águas da UE. As normas são definidas numa série de diretivas da União Europeia que preveem a introdução progressiva de normas cada vez mais rigorosas.
A norma Euro 7, acordada em 2024 e que deverá entrar em vigor em 2026, inclui as emissões não relacionadas com o escapamento, como as partículas dos pneus e dos freios. Até 2030, os veículos movidos a combustíveis fósseis podem ter freios mais poluentes do que veículos elétricos

## Contexto
Na União Europeia, as emissões de óxidos de nitrogênio (NOx), hidrocarbonetos totais (THC), hidrocarbonetos não-metânicos (NMHC), monóxido de carbono (CO) e partículas (PM) são regulamentadas para a maioria dos tipos de veículos, incluindo automóveis, caminhões, locomotivas, tratores e máquinas semelhantes, barcaças, mas excluem navios marítimos e aviões. A conformidade é determinada através do funcionamento do motor num ciclo de ensaios normalizado. Os veículos não conformes não podem ser vendidos na UE, mas as novas normas não se aplicam aos veículos que já circulam nas estradas. Não é obrigatória a utilização de tecnologias específicas para cumprir as normas, embora a tecnologia disponível seja tida em conta na definição das normas. Os novos modelos introduzidos devem cumprir as normas atuais ou previstas, mas as revisões menores do ciclo de vida dos modelos podem continuar a ser oferecidas em motores pré-conformes.
Para além das normas de emissões, a União Europeia também impôs uma série de sistemas informáticos embarcados com o objetivo de aumentar a segurança dos condutores. Estas normas são utilizadas em relação às normas de emissões.
No início da década de 2000, a Austrália começou a sincronizar sua certificação, a Australian Design Rule, para associar suas emissões de veículos novos com as das categorias Euro. A Euro III foi introduzida em 1 de janeiro de 2006 e está sendo progressivamente implementada para se alinhar com as datas de lançamento europeias.
A Euro 7 foi formalmente aprovada pelos países da UE em abril de 2024.

## Emissões de poluentes: fases e enquadramento jurídico
As fases são normalmente referidas como Euro 1, Euro 2, Euro 3, Euro 4, Euro 5 e Euro 6 para as normas relativas a carros de passageiros.
O quadro jurídico consiste em uma série de diretivas, cada uma delas alterando a Diretiva 70/220/CEE de 1970. A seguir uma lista resumida das normas, quando entram em vigor, a que se aplicam e quais as diretivas da UE que fornecem a definição da norma.
Euro 1 (1992):
Para automóveis de passageiros - 91/441/CEE[15].
Também para automóveis de passageiros e caminhões leves - 93/59/CEE.
Euro 2 (1996):
Para automóveis de passageiros - 94/12/CE (& 96/69/CE)
Para motocicletas - 2002/51/CE (linha A)[16]-2006/120/CE
Euro 3 (2000):
Para qualquer veículo - 98/69/CE[17]
Para motocicletas - 2002/51/CE (linha B)[16]-2006/120/CE
Euro 4 (2005):
Para qualquer veículo - 98/69/CE (& 2002/80/CE)
Euro 5 (2009):
Para veículos leves de passageiros e comerciais - 715/2007/CE[18]
Euro 6 (2014):
Para os veículos ligeiros de passageiros e comerciais - 459/2012/CE[19] e 2016/646/UE[20]
Euro 7(2030 a 2031):[21][22]
Estes limites substituem a diretiva original relativa aos limites de emissão 70/220/CEE.
As classificações para categoria de veículo são definidas por:
- Diretiva 2001/116/CE da Comissão, de 20 de dezembro de 2001, que adapta ao progresso técnico a Diretiva 70/156/CEE do Conselho relativa à aproximação das legislações dos Estados-Membros respeitantes à homologação dos veículos a motor e seus reboques;
- Diretiva 2002/24/CE do Parlamento Europeu e do Conselho, de 18 de março de 2002, relativa à homologação dos veículos a motor de duas ou três rodas e que revoga a Diretiva 92/61/CEE do Conselho;

## Normas de emissão para automóveis de passageiros
As normas de emissão para automóveis de passageiros e veículos comerciais leves estão resumidas nos quadros abaixo. Desde a fase Euro 2, os regulamentos da UE introduzem limites de emissão diferentes para os veículos a diesel e a gasolina. Os veículos a diesel têm normas mais rigorosas contra a emissão de monóxido de carbono, mas são autorizadas emissões de NOx mais elevadas. Os veículos a gasolina estão isentos das normas relativas às partículas (PM) até à fase Euro 4, mas os veículos com motores de injeção direta estão sujeitos a um limite de 0,0045 g/km para as fases Euro 5 e Euro 6. Foi introduzida uma norma relativa ao número de partículas (P) ou (PN) em 2011 com a norma Euro 5b para os motores a diesel e, em 2014, com a norma Euro 6 para os motores a gasolina.
Do ponto de vista técnico, os padrões de emissões europeus não refletem o uso diário do veículo, já que os fabricantes têm permissão para deixar o veículo mais leve removendo os assentos traseiros, para melhorar a aerodinâmica colando as grades e as maçanetas das portas ou reduzir a carga no gerador desligando os faróis, o ventilador do compartimento de passageiros ou simplesmente desconectando o alternador que carrega a bateria.
| Norma          | Data (homologação) | Date (primeiro registro) | CO          | HC     | NMHC   | NH3    | NOx    | HC+NOx      | MP          | NP [#/km] | MP Freios 10 |
| Diesel         | Diesel             | Diesel                   | Diesel      | Diesel | Diesel | Diesel | Diesel | Diesel      | Diesel      | Diesel    | Diesel       |
| -------------- | ------------------ | ------------------------ | ----------- | ------ | ------ | ------ | ------ | ----------- | ----------- | --------- | ------------ |
| Euro I         | Julho de 1992      | Janeiro de 1993          | 2.72 (3.16) | –      | –      | –      | –      | 0.97 (1.13) | 0.14 (0.18) | –         | –            |
| Euro II        | Janeiro de 1996    | Janeiro de 1997          | 1.0         | –      | –      | –      | –      | 0.7         | 0.08        | –         | –            |
| Euro III       | Janeiro de 2000    | Janeiro de 2001          | 0.66        | –      | –      | –      | 0.500  | 0.56        | 0.05        | –         | –            |
| Euro IV        | Janeiro de 2005    | Janeiro de 2006          | 0.50        | –      | –      | –      | 0.250  | 0.30        | 0.025       | –         | –            |
| Euro V A       | Setembro de 2009   | Janeiro de 2011          | 0.50        | –      | –      | –      | 0.180  | 0.230       | 0.005       | –         | –            |
| Euro V B       | Setembro de 2011   | Janeiro de 2013          | 0.50        | –      | –      | –      | 0.180  | 0.230       | 0.0045      | 6×1011    | –            |
| Euro VI B      | Setembro de 2014   | Setembro de 2015         | 0.50        | –      | –      | –      | 0.080  | 0.170       | 0.0045      | 6×1011    | –            |
| Euro VI C      | –                  | Setembro de 2018         | 0.50        | –      | –      | –      | 0.080  | 0.170       | 0.0045      | 6×1011    | –            |
| Euro VI D-Temp | Setembro de 2017   | Setembro de 2019         | 0.50        | –      | –      | –      | 0.080  | 0.170       | 0.0045      | 6×1011    | –            |
| Euro VI D      | Janeiro de 2020    | Janeiro de 2021          | 0.50        | –      | –      | –      | 0.080  | 0.170       | 0.0045      | 6×1011    |              |
| Euro VI E      | Setembro de 2023   | Setembro de 2024         | 0.50        | –      | –      | –      | 0.080  | 0.170       | 0.0045      | 6×1011    | –            |
| Gasolina       |                    |                          |             |        |        |        |        |             |             |           |              |
| Euro I         | Julho de 1992      | Janeiro de 1993          | 2.72 (3.16) | –      | –      | –      | –      | 0.97 (1.13) | –           | –         | –            |
| Euro II        | Janeiro de 1996    | Janeiro de 1997          | 2.2         | –      | –      | –      | –      | 0.5         | –           | –         | –            |
| Euro III       | Janeiro de 2000    | Janeiro de 2001          | 2.3         | 0.20   | –      | –      | 0.150  | –           | –           | –         | –            |
| Euro IV        | Janeiro de 2005    | Janeiro de 2006          | 1.0         | 0.10   | –      | –      | 0.080  | –           | –           | –         | –            |
| Euro V A       | Setembro de 2009   | Janeiro de 2011          | 1.0         | 0.10   | 0.068  | –      | 0.060  | –           | 0.005       | –         | –            |
| Euro V B       | Setembro de 2011   | Janeiro de 2013          | 1.0         | 0.10   | 0.068  | –      | 0.060  | –           | 0.0045      | –         | –            |
| Euro VI B      | Setembro de 2014   | Setembro de 2015         | 1.0         | 0.10   | 0.068  | –      | 0.060  | –           | 0.0045      | 6×1011    | –            |
| Euro VI C      | –                  | Setembro de 2018         | 1.0         | 0.10   | 0.068  | –      | 0.060  | –           | 0.0045      | 6×1011    | –            |
| Euro VI D-Temp | September 2017     | September 2019           | 1.0         | 0.10   | 0.068  | –      | 0.060  | –           | 0.0045      | 6×1011    | –            |
| Euro VI D      | Janeiro de 2020    | Janeiro de 2021          | 1.0         | 0.10   | 0.068  | –      | 0.060  | –           | 0.0045      | 6×1011    | –            |
| Euro VI E      | Setembro de 2023   | Setembro de 2024         | 1.0         | 0.10   | 0.068  | –      | 0.060  | –           | 0.0045      | 6×1011    | –            |
| 1. 2. 3. 4. 5. |                    |                          |             |        |        |        |        |             |             |           |              |

## Padrões de emissão para motocicletas (veículos de duas e três rodas) - veículos da categoria L
As normas de emissões Euro para veículos de duas e três rodas (motocicletas) foram introduzidas pela primeira vez em 1999, cerca de sete anos após a primeira regulamentação dos carros. Diferentemente dos carros de passeio (onde os conversores catalíticos de três vias eram exigidos de fato desde o Euro I), foi somente com a introdução do padrão de emissões Euro III em 2006 que as motocicletas foram obrigadas de fato a usar conversores catalíticos de três vias. Com a introdução do Euro V, as motocicletas com motor de dois tempos padrão são desafiadas pelos rigorosos limites de emissões de HC e MP. Espera-se que tecnologias como a injeção direta, combinadas com filtros de partículas de gasolina, possam ser necessárias para que esses tipos de motores de motocicleta atendam às exigências da Euro V.
| Norma    | Data | CO (g/km) | NOx (g/km) | HC (g/km) | MP (g/km) | NMHC (g/km) |
| -------- | ---- | --------- | ---------- | --------- | --------- | ----------- |
| Euro I   | 1999 | 13.0      | 0.3        | 3.0       |           |             |
| Euro II  | 2003 | 5.5       | 0.3        | 1.0       |           |             |
| Euro III | 2006 | 2.0       | 0.15       | 0.3       |           |             |
| Euro IV  | 2016 | 1.14      | 0.09       | 0.17      |           |             |
| Euro V   | 2020 | 1.00      | 0.06       | 0.10      | 0.0045    | 0.068       |
| Euro V+  | 2024 | 1.00      | 0.06       | 0.10      | 0.0045    | 0.068       |

## Padrões de emissão para veículos comerciais leves
| Euro I         | Outubro de 1993  | Outubro de 1994  | 2.72  | –     | –     | –     | 0.97  | 0.14   | –      |
| Euro II        | Janeiro de 1997  | Outubro de 1997  | 1.0   | –     | –     | –     | 0.7   | 0.08   | –      |
| Euro III       | Janeiro de 2000  | Janeiro de 2001  | 0.64  | –     | –     | 0.50  | 0.56  | 0.05   | –      |
| Euro IV        | Janeiro de 2005  | Janeiro de 2006  | 0.50  | –     | –     | 0.25  | 0.30  | 0.025  | –      |
| Euro V A       | Setembro de 2009 | Janeiro de 2011  | 0.500 | –     | –     | 0.180 | 0.230 | 0.005  | –      |
| Euro V B       | Setembro de 2011 | Janeiro de 2013  | 0.500 | –     | –     | 0.180 | 0.230 | 0.0045 | 6×1011 |
| Euro VI B      | Setembro de 2014 | Setembro de 2015 | 0.500 | –     | –     | 0.080 | 0.170 | 0.0045 | 6×1011 |
| Euro VI C      | –                | Setembro de 2018 | 0.500 | –     | –     | 0.080 | 0.170 | 0.0045 | 6×1011 |
| Euro VI D-Temp | Setembro de 2017 | Setembro de 2019 | 0.500 | –     | –     | 0.080 | 0.170 | 0.0045 | 6×1011 |
| Euro VI D      | Janeiro de 2020  | Janeiro de 2021  | 0.500 | –     | –     | 0.080 | 0.170 | 0.0045 | 6×1011 |
| Euro VI E      | Setembro de 2023 | Setembro de 2024 | 0.500 | –     | –     | 0.080 | 0.170 | 0.0045 | 6×1011 |
| Gasolina       |                  |                  |       |       |       |       |       |        |        |
| Euro I         | Outubro de 1993  | Outubro de 1994  | 2.72  | –     | –     | –     | 0.97  | –      | –      |
| Euro II        | Janeiro de 1997  | Outubro de 1997  | 2.2   | –     | –     | –     | 0.5   | –      | –      |
| Euro III       | Janeiro de 2000  | Janeiro de 2001  | 2.3   | 0.20  | –     | 0.15  | –     | –      | –      |
| Euro IV        | Janeiro de 2005  | Janeiro de 2006  | 1.0   | 0.10  | –     | 0.08  | –     | –      | –      |
| Euro V A       | Setembro de 2009 | Janeiro de 2011  | 1.000 | 0.100 | 0.068 | 0.060 | –     | 0.005  | –      |
| Euro V B       | Setembro de 2011 | Janeiro de 2013  | 1.000 | 0.100 | 0.068 | 0.060 | –     | 0.0045 | –      |
| Euro VI B      | Setembro de 2014 | Setembro de 2015 | 1.000 | 0.100 | 0.068 | 0.060 | –     | 0.0045 | 6×1011 |
| Euro 6c        | –                | Setembro de 2018 | 1.000 | 0.100 | 0.068 | 0.060 | –     | 0.0045 | 6×1011 |
| Euro VI D-Temp | Setembro de 2017 | Setembro de 2019 | 1.000 | 0.100 | 0.068 | 0.060 | –     | 0.0045 | 6×1011 |
| Euro VI D      | Janeiro de 2020  | Janeiro de 2021  | 1.000 | 0.100 | 0.068 | 0.060 | –     | 0.0045 | 6×1011 |
| Euro VI E      | Setembro de 2023 | Setembro de 2024 | 1.000 | 0.100 | 0.068 | 0.060 | –     | 0.0045 | 6×1011 |
| 1.             |                  |                  |       |       |       |       |       |        |        |

| Norma          | Data (Homologação) | Date (Primeiro registro) | CO     | THC    | NMHC   | NOx    | HC+NOx | MP     | NP [#/km] |
| Diesel         | Diesel             | Diesel                   | Diesel | Diesel | Diesel | Diesel | Diesel | Diesel | Diesel    |
| -------------- | ------------------ | ------------------------ | ------ | ------ | ------ | ------ | ------ | ------ | --------- |
| Euro I         | Outubro de 1993    | Outubro de 1994          | 5.17   | –      | –      | –      | 1.4    | 0.19   | –         |
| Euro II        | Janeiro de 1998    | Outubro de 1998          | 1.25   | –      | –      | –      | 1.0    | 0.12   | –         |
| Euro III       | Janeiro de 2001    | Janeiro de 2002          | 0.80   | –      | –      | 0.65   | 0.72   | 0.07   | –         |
| Euro IV        | Janeiro de 2006    | Janeiro de 2007          | 0.63   | –      | –      | 0.33   | 0.39   | 0.04   | –         |
| Euro V A       | Setembro de 2010   | Janeiro de 2012          | 0.630  | –      | –      | 0.235  | 0.295  | 0.005  | –         |
| Euro V B       | Setembro de 2011   | Janeiro de 2013          | 0.630  | –      | –      | 0.235  | 0.295  | 0.0045 | 6×1011    |
| Euro VI B      | Setembro de 2015   | Setembro de 2016         | 0.630  | –      | –      | 0.105  | 0.195  | 0.0045 | 6×1011    |
| Euro VI C      | –                  | Setembro de 2019         | 0.630  | –      | –      | 0.105  | 0.195  | 0.0045 | 6×1011    |
| Euro VI D-Temp | Setembro de 2018   | Setembro de 2020         | 0.630  | –      | –      | 0.105  | 0.195  | 0.0045 | 6×1011    |
| Euro VI D      | Janeiro de 2021    | Janeiro de 2022          | 0.630  | –      | –      | 0.105  | 0.195  | 0.0045 | 6×1011    |
| Euro VI E      | Setembro de 2023   | Setembro de 2024         | 0.630  | –      | –      | 0.105  | 0.195  | 0.0045 | 6×1011    |
| Gasolina       |                    |                          |        |        |        |        |        |        |           |
| Euro I         | Outubro de 1993    | Outubro de 1994          | 5.17   | –      | –      | –      | 1.4    | –      | –         |
| Euro II        | Janeiro de 1998    | Outubro de 1998          | 4.0    | –      | –      | –      | 0.6    | –      | –         |
| Euro III       | Janeiro de 2001    | Janeiro de 2002          | 4.17   | 0.25   | –      | 0.18   | –      | –      | –         |
| Euro IV        | Janeiro de 2006    | Janeiro de 2007          | 1.81   | 0.130  | –      | 0.10   | –      | –      | –         |
| Euro V A       | Setembro de 2010   | Janeiro de 2012          | 1.810  | 0.130  | 0.090  | 0.075  | –      | 0.005  | –         |
| Euro 5B        | Setembro de 2011   | Janeiro de 2013          | 1.810  | 0.130  | 0.090  | 0.075  | –      | 0.0045 | –         |
| Euro 6b        | Setembro de 2015   | Setembro de 2016         | 1.810  | 0.130  | 0.090  | 0.075  | –      | 0.0045 | 6×1011    |
| Euro VI C      | –                  | Setembro de 2019         | 1.810  | 0.130  | 0.090  | 0.075  | –      | 0.0045 | 6×1011    |
| Euro VI D-Temp | Setembro de 2018   | Setembro de 2020         | 1.810  | 0.130  | 0.090  | 0.075  | –      | 0.0045 | 6×1011    |
| Euro VI D      | Janeiro de 2021    | Janeiro de 2022          | 1.810  | 0.130  | 0.090  | 0.075  | –      | 0.0045 | 6×1011    |
| Euro VI E      | Setembro de 2023   | Setembro de 2024         | 1.810  | 0.130  | 0.090  | 0.075  | –      | 0.0045 | 6×1011    |
| 1.             |                    |                          |        |        |        |        |        |        |           |

| Norma          | Data (Homologação) | Data (Primeiro registro) | CO     | HC     | NMHC   | NOx    | HC+NOx | MP     | NP [#/km] |
| Diesel         | Diesel             | Diesel                   | Diesel | Diesel | Diesel | Diesel | Diesel | Diesel | Diesel    |
| -------------- | ------------------ | ------------------------ | ------ | ------ | ------ | ------ | ------ | ------ | --------- |
| Euro I         | Outubro de 1993    | Outubro de 1994          | 6.9    | –      | –      | –      | 1.7    | 0.25   | –         |
| Euro II        | Janeiro de 1998    | Outubro de 1999          | 1.5    | –      | –      | –      | 1.2    | 0.17   | –         |
| Euro III       | Janeiro de 2001    | Janeiro de 2002          | 0.95   | –      | –      | 0.78   | 0.86   | 0.10   | –         |
| Euro IV        | Janeiro de 2006    | Janeiro de 2007          | 0.74   | –      | –      | 0.39   | 0.46   | 0.06   | –         |
| Euro V A       | Setembro de 2010   | Janeiro de 2012          | 0.740  | –      | –      | 0.280  | 0.350  | 0.005  | –         |
| Euro V B       | Setembro de 2011   | Janeiro de 2013          | 0.740  | –      | –      | 0.280  | 0.350  | 0.0045 | 6×1011    |
| Euro VI B      | Setembro de 2015   | Setembro de 2016         | 0.740  | –      | –      | 0.125  | 0.215  | 0.0045 | 6×1011    |
| Euro VI C      | –                  | Setembro de 2019         | 0.740  | –      | –      | 0.125  | 0.215  | 0.0045 | 6×1011    |
| Euro VI D-Temp | Setembro de 2018   | Setembro de 2020         | 0.740  | –      | –      | 0.125  | 0.215  | 0.0045 | 6×1011    |
| Euro VI D      | Janeiro de 2021    | Janeiro de 2022          | 0.740  | –      | –      | 0.125  | 0.215  | 0.0045 | 6×1011    |
| Euro VI E      | Setembro de 2023   | Setembro de 2024         | 0.740  | –      | –      | 0.125  | 0.215  | 0.0045 | 6×1011    |
| Gasolina       |                    |                          |        |        |        |        |        |        |           |
| Euro I         | Outubro de 1993    | Outubro de 1994          | 6.9    | –      | –      | –      | 1.7    | –      | –         |
| Euro II        | Janeiro de 1998    | Outubro de 1999          | 5.0    | –      | –      | –      | 0.7    | –      | –         |
| Euro III       | Janeiro de 2001    | Janeiro de 2002          | 5.22   | 0.29   | –      | 0.21   | –      | –      | –         |
| Euro IV        | Janeiro de 2006    | Janeiro de 2007          | 2.27   | 0.16   | –      | 0.11   | –      | –      | –         |
| Euro V A       | Setembro de 2010   | Janeiro de 2012          | 2.270  | 0.160  | 0.108  | 0.082  | –      | 0.005  | –         |
| Euro V B       | Setembro de 2011   | Janeiro de 2013          | 2.270  | 0.160  | 0.108  | 0.082  | –      | 0.0045 | –         |
| Euro VI B      | Setembro de 2015   | Setembro de 2016         | 2.270  | 0.160  | 0.108  | 0.082  | –      | 0.0045 | 6×1011    |
| Euro VI C      | –                  | Setembro de 2019         | 2.270  | 0.160  | 0.108  | 0.082  | –      | 0.0045 | 6×1011    |
| Euro VI D-Temp | Setembro de 2018   | Setembro de 2020         | 2.270  | 0.160  | 0.108  | 0.082  | –      | 0.0045 | 6×1011    |
| Euro VI D      | Janeiro de 2021    | Janeiro de 2021          | 2.270  | 0.160  | 0.108  | 0.082  | –      | 0.0045 | 6×1011    |
| Euro VI E      | Setembro de 2023   | Setembro de 2024         | 2.270  | 0.160  | 0.108  | 0.082  | –      | 0.0045 | 6×1011    |
| 1.             |                    |                          |        |        |        |        |        |        |           |

### Padrões de emissão para caminhões e ônibus
Os padrões de emissão para caminhões e ônibus são definidos pela saída de energia do motor em g/kWh; isso é diferente dos padrões de emissão para carros de passeio e veículos comerciais leves, que são definidos pela distância percorrida pelo veículo em g/km - portanto, não é possível fazer uma comparação geral com carros de passeio, pois o fator kWh/km depende, entre outros fatores, do veículo específico.
O nome oficial da categoria é motores a diesel para serviços pesados, que geralmente inclui caminhões e ônibus.
A tabela a seguir contém um resumo dos padrões de emissão e suas datas de implementação. As datas nas tabelas referem-se a novas aprovações de tipo; as datas para todos os novos registros são, na maioria dos casos, um ano depois.
| Euro I            | 1992, < 85 kW                | ECE R49   | 4.5             | 1.1  | 8.0  |         | 0.612   |        |        |  |  |      |     |                 |     |      |     |  |           |  |  |  |  |     |  |
| Euro I            | 1992, > 85 kW                | ECE R49   | 4.5             | 1.1  | 8.0  |         | 0.36    |        |        |  |  |      |     |                 |     |      |     |  |           |  |  |  |  |     |  |
| Euro II           | Outubro de 1995              | ECE R49   | 4.0             | 1.1  | 7.0  |         | 0.25    |        |        |  |  |      |     |                 |     |      |     |  |           |  |  |  |  |     |  |
| Euro II           | Outubro de 1997              | ECE R49   | 4.0             | 1.1  | 7.0  |         | 0.15    |        |        |  |  |      |     |                 |     |      |     |  |           |  |  |  |  |     |  |
| Euro III          | Outubro de 1999 somente EEVs | ESC & ELR | 1.5             | 0.25 | 2.0  |         | 0.02    |        |        |  |  | 0.15 |     | Outubro de 2000 | 2.1 | 0.66 | 5.0 |  | 0.10 0.13 |  |  |  |  | 0.8 |  |
| Euro III          | Euro IV                      | ESC & ELR | Outubro de 2005 | 1.5  | 0.46 | 3.5     |         | 0.02   |        |  |  |      | 0.5 |                 |     |      |     |  |           |  |  |  |  |     |  |
| Euro V            | Outubro de 2008              | ESC & ELR | 1.5             | 0.46 | 2.0  |         | 0.02    |        |        |  |  | 0.5  |     |                 |     |      |     |  |           |  |  |  |  |     |  |
| Euro VI           | 31 de dezembro de 2012       | ESC & ELR | WHSC            | 1.5  | 0.13 | 0.4     | 10(ppm) | 0.01   | 8×1011 |  |  |      |     |                 |     |      |     |  |           |  |  |  |  |     |  |
| Euro VI           | 31 de dezembro de 2012       | WHTC      | 4.0             | 0.16 | 0.46 | 10(ppm) | 0.01    | 6×1011 |        |  |  |      |     |                 |     |      |     |  |           |  |  |  |  |     |  |
| 1. 2. 3. 4. 5. 6. |                              |           |                 |      |      |         |         |        |        |  |  |      |     |                 |     |      |     |  |           |  |  |  |  |     |  |

### Padrões de emissão para veículos de grande porte de mercadorias
| Norma    | Data      | CO   | NOx  | HC   | MP   |
| -------- | --------- | ---- | ---- | ---- | ---- |
| Euro 0   | 1988–92   | 12.3 | 15.8 | 2.6  | NA   |
| Euro I   | 1992–95   | 4.9  | 9.0  | 1.23 | 0.40 |
| Euro II  | 1995–99   | 4.0  | 7.0  | 1.1  | 0.15 |
| Euro III | 1999–2005 | 2.1  | 5.0  | 0.66 | 0.1  |
| Euro IV  | 2005–08   | 1.5  | 3.5  | 0.46 | 0.02 |
| Euro V   | 2008–12   | 1.5  | 2.0  | 0.46 | 0.02 |
| Euro VI  | 2012–19   | 1.0  | 1.2  | 0.36 | 0.01 |

| Norma   | Data    | CO   | NOx  | HC  | MP   |
| ------- | ------- | ---- | ---- | --- | ---- |
| Euro 0  | 1988–92 | 11.2 | 14.4 | 2.4 | NA   |
| Euro I  | 1992–95 | 4.5  | 8.0  | 1.1 | 0.36 |
| Euro II | 1995–99 | 4.0  | 7.0  | 1.1 | 0.15 |

### Normas de emissão para máquinas móveis não rodoviárias
O termo máquinas móveis não rodoviárias (NRMM) é um termo usado nos padrões de emissão europeus para controlar as emissões de motores que não são usados principalmente em vias públicas. Essa definição inclui veículos off-road, bem como veículos ferroviários.
Os padrões europeus para motores a diesel não rodoviários se harmonizam com os normas da EPA dos EUA e compreendem níveis gradualmente mais rigorosos conhecidos como padrões do Estágio I-V. O Estágio I/II fazia parte da diretiva de 1997 (Diretiva 97/68/EC). Ela foi implementada em dois estágios, com o Estágio I implementado em 1999 e o Estágio II implementado entre 2001 e 2004. Em 2004, o Parlamento Europeu adotou os padrões do Estágio III/IV. Os padrões do Estágio III foram divididos em Estágio III A e III B, e foram implementados gradualmente entre 2006 e 2013. Os padrões do Estágio IV são aplicados a partir de 2014. Os padrões do Estágio V são introduzidos gradualmente a partir de 2018, com aplicação total a partir de 2021.
A partir de 1º de janeiro de 2015, os Estados Membros da UE devem garantir que os navios no Báltico, no Mar do Norte e no Canal da Mancha usem combustíveis com teor de enxofre não superior a 0,10%. Ainda é possível usar teores mais altos de enxofre, mas somente se os sistemas de limpeza de escapamento adequados estiverem instalados.

## Ciclo de teste de emissão
Tão importante quanto os regulamentos são os testes necessários para garantir a adesão aos regulamentos. Eles são estabelecidos em ciclo de teste de emissões padronizados usados para medir o desempenho das emissões em relação aos limites regulamentares aplicáveis ao veículo testado.

### Veículos leves
Desde as regulamentações Euro 3 em 2000, o desempenho tem sido medido usando o teste New European Driving Cycle (NEDC; também conhecido como MVEG-B), com um procedimento "cold start" que elimina o uso de um período de aquecimento do motor de 40 segundos encontrado no ciclo de teste ECE+EUDC (também conhecido como MVEG-A).

### Veículos pesados
Os dois grupos de normas de emissões para veículos pesados têm requisitos de teste apropriados diferentes. O teste de estado estacionário é usado somente para motores a diesel, enquanto o teste regime transitório se aplica a motores a diesel e a gasolina.